# Книга Памяти. Российская Федерация. Ленинградская область
«Книга Памяти — серия: Российская Федерация. Ленинградская область. Выпущена в рамках издательской программы «Память». Сборник статей по истории страны 1917—1991 гг. 
Темы, согласно рубрикации Российской государственной библиотеки: История. Исторические науки. История войн, военной науки и военного искусства. Военная наука. Военное дело. Справочник.

Персоналии участников войны (Ленинградская область); Персоналии героев-уроженцев отдельных; местностей; СССР;

Описывает периоды/эпохи:
- Эпоха социализма и строительства коммунизма (1917—1991)
- Период завершения строительства социалистического общества (1938—1958)
- Период Великой Отечественной войны (1941—1945)

ISBN: 5-86153-009-2

Выходила с 1994 года.

## Перечень книг
- В. С. Белоус [и др.] 1941—1945 // Книга памяти. Российская Федерация. Ленинградская область. — СПб.: ГП ИПК «Вести», 1995. — Т. 1. — 318 с. — (Советская Армия на фронтах Великой Отечественной войны 1941—1945 гг.). — ISBN 5861530181.
- 1941. А—В // Книга памяти. Российская Федерация. Ленинградская область. — СПб.: ГП ИПК «Вести», 1994. — Т. 2. — 273 с. — (Ленинградцы в Великой Отечественной войне 1941—1945 гг.). — ISBN 5861530106.
- 1941. Г—И // Книга памяти. Российская Федерация. Ленинградская область. — СПб.: ГП ИПК «Вести», 1994. — Т. 3. — 293 с. — (Ленинградская область в Великой Отечественной войне 1941—1945 гг./Советская Армия на фронтах Великой Отечественной войны 1941—1945 гг.). — ISBN 5861530130.
- 1941. К—Л // Книга памяти. Российская Федерация. Ленинградская область. — СПб.: ГП ИПК «Вести», 1995. — Т. 4. — 257 с. — (Советская Армия на фронтах Великой Отечественной войны 1941—1945 гг.). — ISBN 5861530165.
- 1941. М—П // Книга памяти. Российская Федерация. Ленинградская область. — СПб.: ГП ИПК «Вести», 1995. — Т. 5. — 301 с. — (Советская Армия на фронтах Великой Отечественной войны 1941—1945 гг.). — ISBN 5861530203.
- 1941. Р—Т // Книга памяти. Российская Федерация. Ленинградская область. — СПб.: ГП ИПК «Вести», 1995. — Т. 6. — 267 с. — (Советская Армия на фронтах Великой Отечественной войны 1941—1945 гг./Партизанское движение в Великой Отечественной войне 1941—1945 гг.). — ISBN 5861530211.
- 1941. У—Я // Книга памяти. Российская Федерация. Ленинградская область. — СПб.: ГП ИПК «Вести», 1995. — Т. 7. — 228 с. — (Советская Армия на фронтах Великой Отечественной войны 1941—1945 гг.). — ISBN 5861530238.
- 1942. А—В // Книга памяти. Российская Федерация. Ленинградская область. — СПб.: ГП ИПК «Вести», 1995. — Т. 8. — 324 с. — (Советская Армия на фронтах Великой Отечественной войны 1941—1945 гг.). — ISBN 5861530246.
- 1942. Г—З // Книга памяти. Российская Федерация. Ленинградская область. — СПб.: ГП ИПК «Вести», 1995. — Т. 9. — 286 с. — (Советская Армия на фронтах Великой Отечественной войны 1941—1945 гг.). — ISBN 5861530289.
- 1942. И—К // Книга памяти. Российская Федерация. Ленинградская область. — СПб.: ГП ИПК «Вести», 1995. — Т. 10. — 326 с. — (Советская Армия на фронтах Великой Отечественной войны 1941—1945 гг.). — ISBN 5861530300.
- 1942. Л—Н // Книга памяти. Российская Федерация. Ленинградская область. — СПб.: ГП ИПК «Вести», 1995. — Т. 11. — 302 с. — (Советская Армия на фронтах Великой Отечественной войны 1941—1945 гг.). — ISBN 5861530319.ISBN 9785861530316
- 1942. О—Р // Книга памяти. Российская Федерация. Ленинградская область. — СПб.: ГП ИПК «Вести», 1996. — Т. 12. — 246 с. — (Советская Армия на фронтах Великой Отечественной войны 1941—1945 гг.). — ISBN 5861530327.
- 1942. С—Т // Книга памяти. Российская Федерация. Ленинградская область. — СПб.: ГП ИПК «Вести», 1996. — Т. 13. — 285 с. — (Советская Армия на фронтах Великой Отечественной войны 1941—1945 гг.). — ISBN 5861530335.
- 1942. У—Я // Книга памяти. Российская Федерация. Ленинградская область. — СПб.: ГП ИПК «Вести», 1996. — Т. 14. — 261 с. — (Советская Армия на фронтах Великой Отечественной войны 1941—1945 гг.). — ISBN 5861530378.
- 1943. А—В // Книга памяти. Российская Федерация. Ленинградская область. — СПб.: ГП ИПК «Вести», 1996. — Т. 15. — 286 с. — (Советская Армия на фронтах Великой Отечественной войны 1941—1945 гг.). — ISBN 5861530386.
- 1943. Г—З // Книга памяти. Российская Федерация. Ленинградская область. — СПб.: ГП ИПК «Вести», 1996. — Т. 16. — 245 с. — (Советская Армия на фронтах Великой Отечественной войны 1941—1945 гг.). — ISBN 5861530394.
- 1943. И—К // Книга памяти. Российская Федерация. Ленинградская область. — СПб.: ГП ИПК «Вести», 1996. — Т. 17. — 275 с. — (Советская Армия на фронтах Великой Отечественной войны 1941—1945 гг.). — ISBN 5861530416.
- 1943. Л—О // Книга памяти. Российская Федерация. Ленинградская область. — СПб.: ГП ИПК «Вести», 1996. — Т. 18. — 293 с. — (Советская Армия на фронтах Великой Отечественной войны 1941—1945 гг.). — ISBN 5861530416.
- редкол.: В. Н. Климов (пред.) и др. 1943. П—С // Книга памяти. Российская Федерация. Ленинградская область. — СПб.: ГП ИПК «Вести», 1997. — Т. 19. — 325 с. — (Советская Армия на фронтах Великой Отечественной войны 1941—1945 гг.). — ISBN 5861530475.
- редкол.: В. Н. Климов (пред.) и др. 1943. Т—Я // Книга памяти. Российская Федерация. Ленинградская область. — СПб.: ГП ИПК «Вести», 1997. — Т. 20. — 301 с. — (Советская Армия на фронтах Великой Отечественной войны 1941—1945 гг.). — ISBN 5861530491.
- редкол.: В. Н. Климов (пред.) и др. 1994. А—В // Книга памяти. Российская Федерация. Ленинградская область. — СПб.: ГП ИПК «Вести», 1997. — Т. 21. — 374 с. — (Советская Армия на фронтах Великой Отечественной войны 1941—1945 гг.).
- 1944. Г—Ж // Книга памяти. Российская Федерация. Ленинградская область. — СПб.: ГП ИПК «Вести», 1998. — Т. 22. — 277 с. — ISBN 5861530564.
- 1944. З—К // Книга памяти. Российская Федерация. Ленинградская область. — СПб.: ГП ИПК «Вести», 1998. — Т. 23. — 286 с. — ISBN 5861530602.
- Редкол.: В. П. Сердюков и др. 1944. К—М // Книга памяти. Российская Федерация. Ленинградская область. — СПб.: ГП ИПК «Вести», 2000. — Т. 24. — 284 с. — (Великая Отечественная война Советского Союза (1941—1945), Личный состав, Ленинградская область (1927—...), Персоналии,...).
- Редкол.: В. П. Сердюков (пред.) и др. 1944. М—П // Книга памяти. Российская Федерация. Ленинградская область. — СПб.: ГП ИПК «Вести», 2001. — Т. 25. — 284 с. — (Великая Отечественная война (1941—1945), Личный состав, Ленинградская область, Персоналии, Увековечение памяти, Военно-исторические места,...). — ISBN 5861530696.
- Редкол.: В. П. Сердюков (пред.) и др. 1944. П—С // Книга памяти. Российская Федерация. Ленинградская область. — СПб.: ГП ИПК «Вести», 2001. — Т. 26. — 237 с. — (Личный состав, высокий морально-политический облик и героизм советских воинов в Великой Отечественной войне, Персоналии уроженцев Ленинградской области, Увековечение памяти,...). — ISBN 586153070X.
- Редкол.: В. П. Сердюков и др. 1944. С—У // Книга памяти. Российская Федерация. Ленинградская область. — СПб.: ГП ИПК «Вести», 2002. — Т. 27. — 235 с. — ISBN 5861530866.
- Книга памяти. Российская Федерация. Ленинградская область. — СПб.: ГП ИПК «Вести». — Т. 28.
- В. С. Белоус и др.; Редкол.: В. П. Сердюков и др. 1941—1945 // Книга памяти. Российская Федерация. Ленинградская область. — СПб.: ГП ИПК «Вести», 2000. — Т. 29. — 302 с. — (Великая Отечественная война Советского Союза (1941—1945), Персоналии героев-уроженцев отдельных местностей, Ленинградская обл, Увековечение памяти,...). — ISBN 5861530742.
- 1945. А—Я // Книга памяти. Российская Федерация. Ленинградская область. — СПб.: ГП ИПК «Вести», 2002. — Т. 30. — 370 с. — (Великая Отечественная война Советского Союза (1941—1945), Личный состав, Ленинградская обл. (1927—...), Персоналии, Увековечение памяти,...). — ISBN 586153103X.
- 1941. А—Я, 1942: А—Г // Книга памяти. Российская Федерация. Ленинградская область. — СПб.: ГП ИПК «Вести», 2002. — Т. 31. — 237 с. — ISBN 5861531080.
- Книга памяти. Российская Федерация. Ленинградская область. — СПб.: ГП ИПК «Вести». — Т. 32.
- В.Ю. Боброва и др. Книга памяти. Российская Федерация. Ленинградская область. — СПб.: ГП ИПК «Вести», 2003. — Т. 33. — 270 с. — ISBN 586153117X.
- В. Ю. Боброва и др. 1941—1945 // Книга памяти. Российская Федерация. Ленинградская область. — СПб.: ГП ИПК «Вести», 2003. — Т. 34. — 298 с. — (Великая Отечественная война Советского Союза (1941—1945), Персоналии, Ленинградская область, Увековечение памяти,...). — ISBN 5861531188.
- 1943. К—Я, 1944. А—И // Книга памяти. Российская Федерация. Ленинградская область. — СПб.: ГП ИПК «Вести», 2003. — Т. 35. — 247 с. — ISBN 5861531250.
- Книга памяти. Российская Федерация. Ленинградская область. — СПб.: ГП ИПК «Вести». — Т. 36.
- Книга памяти. Российская Федерация. Ленинградская область. — СПб.: ГП ИПК «Вести». — Т. 37.
- В. Ю. Боброва и др. 1941—1945 // Книга памяти. Российская Федерация. Ленинградская область. — СПб.: ГП ИПК «Вести», 2005. — Т. 38. — 364 с. — ISBN 5861531420.
- В. А. Кандыбко (ред.-сост.) и др. Книга памяти. Российская Федерация. Ленинградская область. — СПб.: ГП ИПК «Вести», 2005. — Т. 39. — 304 с. — ISBN 5861531447.
- Редактор: В. А. Кандыбко. 1941—1945 // Книга памяти. Российская Федерация. Ленинградская область / Издательская программа «Память» осуществляется при поддержке губернатора и Правительства Ленинградской области. Издательский совет при губернаторе Ленинградской области

Председатель В. П. Сердюков. Первый заместитель председателя Н. И. Пустотин. Заместители председателя: Г. В. Двас, М. М. Михайличенко. Члены совета: Р. Н. Авербах, В. Б. Богуш, В. И. Брезгун, А. Н. Кирпичников, А. И. Кирюшин, А. И. Коржилов, Ю. Г. Марасев, З. Г. Найдёнова, В. С. Понамарёв, Н. Б. Рачков, С. Ю. Семёнов, В. С. Симаков, В. В. Трегуб, О. А. Уткин, В. А. Антонов (ответственный секретарь). Над книгой работали: В. Ю. Боброва — руководитель рабочей группы Ленинградской областной Книги Памяти; В. А. Кандыбко (редактор-составитель); А. П. Крюковских, доктор исторических наук, профессор; Г. Н. Куприященко, кандидат исторических наук, почётный член Петровской академии наук и искусств; М. М. Мусин — начальник архива штаба Ленинградского военного округа; В. С. Пономарёв — директор ГП ИПК «Вести»; Г. П. Симакова — первый заместитель директора ГП ИПК «Вести»; В. С. Симаков — главный редактор; Н. Л. Тушенкова — редактор; Т. И. Медведева — начальник допечатного производства, А. В. Малофеев — главный художник; Г. В. Преснова — технический редактор; Ю. В. Петров, К. В. Ягупьев — компьютерная обработка иллюстраций; Т. С. Баркова — начальник печатного цеха; Т. А. Кротова — главный технолог. Компьютерная вёрстка Р. А. Быстровой. Корректоры: С. В. Бердечникова, Ф. П. Магазова, В. Л. Талзи, Н. И. Шишкова.. — СПб.: ГП ИПК «Вести», 2005. — Т. 40. — 340 с. — 1000 экз. — ISBN 5861531528.(включает рассказ С. Д. Рыбальченко «Земля и небо» С. 46—52)
- И. А. Иванова (авт.-сост) и др. Книга памяти. Российская Федерация. Ленинградская область. — СПб.: ГП ИПК «Вести», 2006. — Т. 41. — 370 с. — (Войны, военная наука, военное искусство СССР в новейшее время (1917—...), Великая Отечественная война Советского Союза (1941—1945), Личный состав, высокий морально-политический облик и героизм советских воинов в Великой Отечественной войне, Ленинградская обл. (1927—...), Персоналии, Увековечение памяти, Военно-исторические места, Музеи, Выставки, Архивы,...). — ISBN 5861531684.
- В. А. Кандыбко (ред.-сост.) и др. Книга памяти. Российская Федерация. Ленинградская область. — СПб.: ГП ИПК «Вести», 2007. — Т. 42. — 310 с. — (Войны, военная наука и военное искусство СССР в новейшее время (1917—...), Великая Отечественная война Советского Союза (1941—1945), Личный состав, высокий морально-политический облик и героизм советских воинов в Великой Отечественной войне, Ленинградская обл. (1927—...), Персоналии, Увековечение памяти,...). — ISBN 9785861531714.
- Книга памяти. Российская Федерация. Ленинградская область. — СПб.: ГП ИПК «Вести». — Т. 43.
- ред. С. В. Бердечникова, сост. В. А. Кандыбко. Книга памяти. Российская Федерация. Ленинградская область. — СПб.: ГП ИПК «Вести», 2009. — Т. 44. — 286 с. — (Блокада Ленинграда, 1941—1944 — Воспоминания, записки, Великая Отечественная война, 1941—1945 — Воспоминания, записки.). — ISBN 9785861532013.
- Книга памяти. Российская Федерация. Ленинградская область. — СПб.: ГП ИПК «Вести», 2009. — Т. 45. — 289 с. — (Войны, военная наука и военное искусство СССР в новейшее время (1917—...), Великая Отечественная война Советского Союза (1941—1945), Личный состав, Высокий морально-политический облик и героизм советских воинов, Ленинградская область, Персоналии, Увековечение памяти, Военно-исторические места, Музеи, Выставки, Архивы,...). — ISBN 9785861532129.
- С. В. Бердечникова и др. Книга памяти. Российская Федерация. Ленинградская область. — СПб.: ГП ИПК «Вести», 2009. — Т. 46. — 292 с. — (Военная наука. Военное дело. История войн, военной науки и военного искусства России. Войны, военная наука и военное искусство в новейшее время (1917—...). Великая Отечественная война Советского Союза (1941—1945). Персоналии участников Великой Отечественной войны. Ленинградская область (1927—...). Увековечение памяти. Военно-исторические места. Музеи. Выставки. Архивы.). — ISBN 9785861532143.
- С. В. Бердечникова (сост.) и др. Книга памяти. Российская Федерация. Ленинградская область. — СПб.: ГП ИПК «Вести», 2009. — Т. 47. — 286 с. — (Военная наука. Военное дело. История войн, военной науки и военного искусства России. Войны, военная наука и военное искусство в новейшее время (1917—...). Великая Отечественная война Советского Союза (1941—1945). Персоналии участников Великой Отечественной войны. Ленинградская область (1927—...). Увековечение памяти. Военно-исторические места. Музеи. Выставки. Архивы.). — ISBN 9785861532181.
- С. В. Бердечникова (ред.-сост.) и др. Книга памяти. Российская Федерация. Ленинградская область. — СПб.: ГП ИПК «Вести», 2010. — Т. 48. — 284 с. — (Военная наука. Военное дело. История войн, военной науки и военного искусства России. Войны, военная наука и военное искусство в новейшее время (1917—...). Войны, военная наука и военное искусство в период завершения строительства социалистического общества и постепенного перехода к коммунизму (1938—1958). Великая Отечественная война Советского Союза (1941—1945). Личный состав, высокий морально-политический облик и героизм советских воинов в Великой Отечественной войне. Ленинградская область. Персоналии. Увековечение памяти. Военно-исторические места. Музеи. Выставки. Архивы.). — ISBN 9785861532198.
- С. В. Бердечникова (ред.-сост.) и др. Книга памяти. Российская Федерация. Ленинградская область. — СПб.: ГП ИПК «Вести», 2010. — Т. 49. — 286 с. — (Военная наука. Военное дело. История войн, военной науки и военного искусства России. Войны, военная наука и военное искусство в новейшее время (1917—...). Войны, военная наука и военное искусство в период завершения строительства социалистического общества и постепенного перехода к коммунизму (1938—1958). Великая Отечественная война Советского Союза (1941—1945). Личный состав, высокий морально-политический облик и героизм советских воинов в Великой Отечественной войне. Ленинградская область. Персоналии. Увековечение памяти. Военно-исторические места. Музеи. Выставки. Архивы.).
- С. В. Бердечникова, Н. Л. Тушенкова (ред.-сост.) и др. Книга памяти. Российская Федерация. Ленинградская область. — СПб.: ГП ИПК «Вести», 2011. — Т. 50. — 306 с. — (Военная наука. Военное дело. История войн, военной науки и военного искусства России. Войны, военная наука и военное искусство в новейшее время (1917—...). Великая Отечественная война Советского Союза (1941—1945). Личный состав, высокий морально-политический облик и героизм советских воинов в Великой Отечественной войне. Ленинградская область. Персоналии. Увековечение памяти. Военно-исторические места. Музеи. Выставки. Архивы.). — ISBN 9785861532440.
- Н. Л. Тушенкова (ред.-сост.) и др. Книга памяти. Российская Федерация. Ленинградская область. — СПб.: ГП ИПК «Вести», 2011. — Т. 51. — 285 с. — (Военная наука. Военное дело. История войн, военной науки и военного искусства. СССР. Великая Отечественная война (1941—1945). Персоналии. Ленинградская область. Увековечение памяти.). — ISBN 9785861532440.
- Н. Л. Тушенкова (авт.-сост.). Книга памяти. Российская Федерация. Ленинградская область. — СПб.: ГП ИПК «Вести», 2012. — Т. 52. — 341 с. — (Военная наука. Военное дело. История войн, военной науки и военного искусства. СССР. Великая Отечественная война Советского Союза (1941—1945). Ленинградская область. Персоналии. Увековечение памяти.). — ISBN 9785861532655.
- пред. А. Ю. Дрозденко. Книга памяти. Российская Федерация. Ленинградская область. — СПб.: ГП ИПК «Вести», 2012. — Т. 53. — 318 с. — (Военная наука. Военное дело. История войн, военной науки и военного искусства. СССР. Великая Отечественная война (1941—1945). Ленинградская область. Персоналии. Увековечение памяти.). — ISBN 9785861532754.

ГП ИПК «Вести» и ГП ЛО ИПК «Вести» прекращение деятельности с 15.03.2019.